# Marzena Żygis
Marzena Iwona Żygis – polska językoznawczyni, dr hab. nauk humanistycznych.

## Życiorys
W 1995 uzyskała tytuł magistra na Uniwersytecie Humboldtów w Berlinie, w 1999 obroniła pracę doktorską pt. Optimality in Complexity: the Case of Polish Consonant Clusters, a w 2007 habilitowała się na podstawie pracy zatytułowanej Contrast Optimisation in Slavic Sibilant Systems. 
Zatrudniła się w Centrum Językoznawstwa Ogólnego ZAS w Berlinie.